# Phaeosporis
Phaeosporis is een geslacht van schimmels behorend tot de orde Sordariales. De typesoort is Phaeosporis melasperma.

## Soorten
Volgens Index Fungorum telt het geslacht twee soorten (peildatum december 2022):
| Soortnaam              | Auteur(s)     | Publicatiejaar |
| ---------------------- | ------------- | -------------- |
| Phaeosporis catacrypta | (Rehm) Rappaz | 1995           |
| Phaeosporis melasperma | (Nyl.) Clem.  | 1909           |